# Uranprojekt

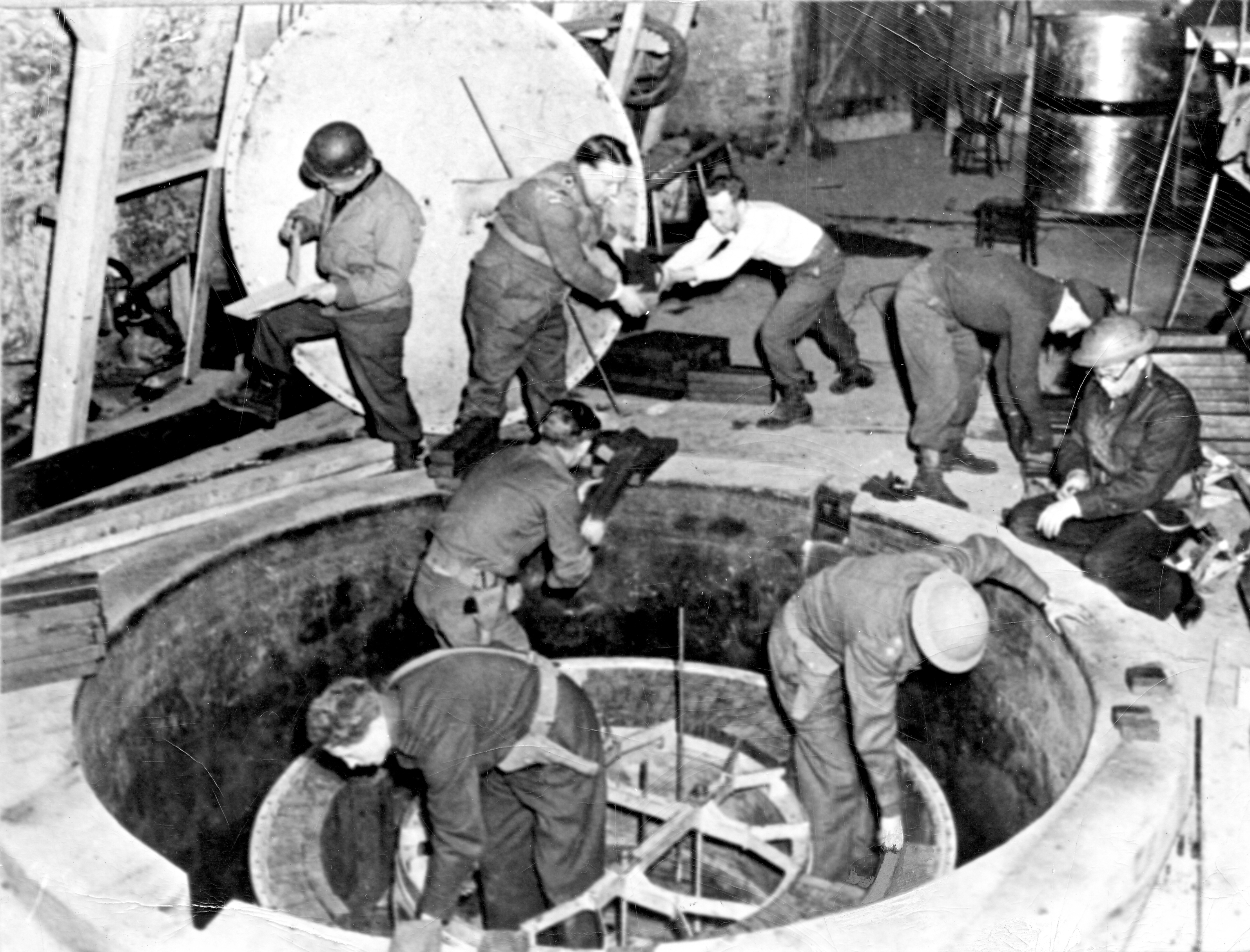
Reactorul nuclear experimental german de la Haigerloch, inspectat de soldații americani și britanici și de alți membri ai personalului. Diverse componente din acest reactor pot fi vizionate în cadrul muzeului Atomkeller.

Programul nuclear nazist (în germană Uranprojekt) a fost un efort științific condus de Germania nazistă pentru dezvoltarea și producerea de arme nucleare în timpul celui de-al doilea război mondial. Primul efort a început în aprilie 1939, la doar câteva luni după descoperirea fisiunii nucleare în decembrie 1938, dar s-a încheiat câteva luni mai târziu, din cauza invaziei germane a Poloniei, când mai mulți fizicieni notabili au fost înrolați în Wehrmacht.
Un al doilea efort a început sub conducerea Heereswaffenamt la 1 septembrie 1939, ziua invaziei Poloniei. Programul s-a extins în cele din urmă în trei mari eforturi: Uranmaschine (reactor nuclear), producția de uraniu și apă grea și separarea izotopilor de uraniu. Ulterior, s-a estimat că fisiunea nucleară nu ar contribui în mod semnificativ la încheierea războiului, iar în ianuarie 1942, Heereswaffenamt a cedat controlul programului Consiliului de Cercetări al Reichului Reichsforschungsrat, continuând să finanțeze programul. Programul a fost împărțit între nouă institute majore în care directorii au dominat cercetarea și și-au stabilit propriile obiective. În continuare, numărul oamenilor de știință care au lucrat la fisiunea nucleară aplicată a început să se diminueze, mulți folosindu-și talentele pentru efortul german de război.
Cei mai influenți din Uranverein au fost Kurt Diebner, Abraham Esau, Walther Gerlach și Erich Schumann; Schumann a fost unul dintre cei mai puternici și mai influenți fizicieni din Germania. Diebner, de-a lungul existenței proiectului german de arme nucleare, a avut mai mult control asupra cercetării în domeniul fisiunii nucleare decât Walther Bothe, Klaus Clusius, Otto Hahn, Paul Harteck sau Werner Heisenberg. Abraham Esau a fost numit plenipotențiarul lui Hermann Göring pentru cercetări nucleare în decembrie 1942; Walther Gerlach l-a succedat în decembrie 1943.
Politizarea academiei germane sub regimul național-socialist a îndepărtat mai mulți fizicieni, ingineri și matematicieni din Germania încă din 1933. Cei cu origine evreiască care nu au plecat au fost îndepărtați rapid din instituțiile germane, subminând în continuare mediile academice. Politizarea universităților, împreună cu cererile de personal calificat ale forțelor armate germane au redus substanțial numărul de fizicieni germani capabili.
La sfârșitul războiului, puterile aliate au concurat pentru a obține componentele supraviețuitoare ale industriei nucleare (personal, instalații și materiale), așa cum s-a întâmplat în cazul programului de pionierat al rachetelor V-2.

## Legături externe
- (February 2002) Aaserud, Finn Release of documents relating to 1941 Bohr-Heisenberg meeting
- GlobalSecurity.org German Special Weapons
- Niels Bohr Archive Release of documents relating to 1941 Bohr-Heisenberg meeting (6 February 2002)
- (June 2008) Annotated bibliography on the German atomic bomb project from the Alsos Digital Library for Nuclear Issues Arhivat în 8 iunie 2017, la Wayback Machine.
- Walker, Mark Nazis & the Bomb from Public Broadcasting Service Nova episode, Hitler's Sunken Secret (originally aired 8 November 2005).